# 弗拉基米尔·尼古拉耶维奇·普洛特尼科夫
弗拉基米尔·尼古拉耶维奇·普洛特尼科夫（羅馬化：Vladimir Nikolayevich Plotnikov；1961年11月6日—）是俄罗斯政治人物，曾担任联邦委员会议员及数届国家杜马议员。
1995 年，普洛特尼科夫获得农业科学副博士学位。1984年至1993年，他担任奥利霍夫卡区首席农艺师。1993年至2007年，他担任第一届、第二届、第三届、第四届国家杜马代表。
普洛特尼科夫最初是俄罗斯农业党的成员，但在2008年10月，他加入了统一俄罗斯党。在米哈伊尔·拉普申下台后，他于2004年4月至2008年担任农业党主席。
2009年3月1日，他当选为伏尔加格勒州杜马代表。2009年至2014年，普洛特科夫担任联邦委员会成员。2016年和2021年，他再次担任第七届和第八届国家杜马议员。

## 制裁
普洛特尼科夫于2022年因俄乌战争而受到英国政府制裁。